# 사곡고등학교
사곡고등학교(沙谷高等學校)는 대한민국 경상북도 구미시 사곡동에 있는 공립 고등학교이다.

## 학교 연혁
- 2002년 4월 10일 : 사곡고등학교 설립인가(30학급)
- 2003년 1월 7일 : 사곡고등학교 학급인가 변경(31학급)
- 2003년 11월 3일 : 학교 건물 준공일
- 2004년 3월 1일 : 초대 이충룡 교장 취임
- 2004년 5월 4일 : 개교식
- 2008년 6월 5일 : 교훈석·교가석 제막
- 2012년 3월 1일 : 사곡고등학교 학급인가 변경(32학급)
- 2018년 12월 4일 : 고교학점제 선도학교 지정
- 2019년 4월 18일 : 고교학점제 일반고 기반 조성 지원 사업 학교환경 조성 시범학교 지정
- 2019년 11월 28일 : 고교학점제 연구학교 2020~2022 지정ㆍ운영
- 2023년 3월 1일 : 2023 고교학점제 준비학교 운영
- 2023년 9월 1일 : 제9대 권희덕 교장 취임(공모 교장)
- 2024년 2월 5일 : 제18회 졸업식(졸업생 236명, 누계 5,989명)
- 2024년 3월 1일 : AI 정보교육 중심학교 운영
- 2024년 3월 4일 : 입학식(남 120명, 여 128명 계 248명)

## 참고 자료
- 사곡고등학교 - 한국교육학술정보원 학교알리미